# RBS TV
RBS TV è una rete televisiva del Sud del Brasile, e una delle più antiche società affiliate di Rede Globo. Ha iniziato a trasmettere il 27 dicembre 1962 a Porto Alegre e il 1º maggio 1966 a Florianópolis. Fondato e diretto da parte del datore di lavoro Maurício Sirotsky Sobrinho fino alla sua morte, avvenuta il 24 marzo 1986. La società è parte del gruppo RBS.

## Storia
Nacque come la TV Gaucha Canal 12 di Porto Alegre e fino al 1967 fu un'associata a TV Excelsior. Successivamente, con la crisi di quest'ultima per via del governo militare, Gaucha diviene associata di Rede Globo. Nel 1983 il gruppo di emittenti diviene RBS TV.

## Le azioni contro l'oligopolio del Grupo RBS
Il Gruppo RBS è indagato da Pubblico Ministerio dalla pratica di oligopolio / monopolio. Nel 2008, il procuratore federale di Santa Catarina ha presentato un atto pubblico civile (sentenza n °. 2008.72.00.014043-5) contro la società Rede Brasil Sul (RBS) nel sud del Brasile. Il MPF richiede, tra l'altro, la riduzione del numero delle stazioni della compagnia a Santa Catarina (SC) e Rio Grande do Sul (RS), secondo la legge, e l'annullamento dell'acquisto del giornale A Notícia di Joinville, consumato nel 2006 - che ha portato un monopolio virtuale tra gli giornali rilevanti nello stato di Santa Catarina.
Nel 2009, il procuratore federale a Canoas (RS), Pedro Antonio Roso, ha chiesto al presidente del Gruppo RBS, Nelson Pacheco Sirotsky, tra d'altre informazioni, il numero di TV e radio che la società possiede in Rio Grande do Sul, "così come i suoi affiliati, stazioni e ripetitori". La richiesta fa parte di un procedimento amministrativo proposto da procuratori federali per "determinare il verificarsi di possibile pratiche monopolistiche e di irregolarità nella concessione di Radio e Televisione da il Gruppo RBS a Rio Grande do Sul" http://www.